# Stratis Myrivilis
Stratis Myrivilis, född den 30 juni 1892 på ön Lesbos, död den 19 juli 1969 i Aten, var en grekisk författare.

## Biografi
Stratis Myrivilis studerade i Aten, hade en långvarig militärtjänst med början i Balkankriget 1912, var sedan verksam som journalist, förläggare och bibliotekarie vid grekiska senatsbiblioteket. År 1958, efter att ha nominerats utan framgång sex gånger, blev han slutligen medlem av den grekiska akademin - ett sent erkännande av hans viktiga bidrag till den grekiska litteraturen.
Myrivillis första roman, Livet i graven (1930), med motiv från kriget 1914–1918 väckte internationell uppmärksamhet.